# Bo Runmark
Bo Sigvard Richard Runmark, född den 30 maj 1915 i Stockholm, död där den 30 mars 2015, var en svensk företagsledare. Han var son till Richard Runmark.
Runmark avlade teologie kandidatexamen 1939, examen från handelsgymnasium i Zürich 1942 och filosofie licentiatexamen 1945. Han blev disponent vid Svenska kyrkans diakonistyrelses bokförlag (senare Verbum) 1948 och var verkställande direktör  där 1955–1975, i Tryckmans 1955–1975, i Libraria 1959–1969 samt i Bomak bygg 1978–1981. Runmark var styrelseledamot i Svenska bibelsällskapet 1956–1977, i Svenska bokförläggareföreningen 1962–1971 och i Svenska missionssällskapet 1965–1981. Han publicerade Det okända palatset på Blasieholmen (1989). Runmark vilar i en familjegrav på Norra begravningsplatsen utanför Stockholm.